# Apatelodes olaus
Apatelodes olaus is een vlinder uit de familie van de Apatelodidae. De wetenschappelijke naam van de soort is voor het eerst geldig gepubliceerd in 1924 door William Schaus.